# 524607 Davecarter
524607 Davecarter este o planetă minoră (asteroid) din Mars-crossing asteroid⁠(d). A fost descoperită pe 26 august 2003 la Observatorio de Cerro Tololo⁠(d) de Marc Buie⁠(d). 
Obiectul prezintă o orbită caracterizată de o semiaxă mare de 2,2092638272938 UAi, o excentricitate de 0,27670253441131, o înclinație de 3,5610772721256 ° în raport cu ecliptica.